# جين تشيلتون
جين تشيلتون (بالإنجليزية: Gene Chilton)‏ هو لاعب كرة قدم أمريكية أمريكي، ولد في 27 مارس 1964 في هيوستن في الولايات المتحدة.

## وصلات خارجية
- جين تشيلتون على موقع مرجع كرة القدم المحترفة.كوم (الإنجليزية)